# Азербайджано-катарские отношения
Азербайджано-катарские отношения — двусторонние дипломатические отношения между Азербайджаном и Катаром в политической, социально-экономической, культурной и иных сферах.

## Дипломатические отношения
Дипломатические отношения между Катаром и Азербайджаном были установлены 14 сентября 1994 года.
В 2007 году открылось посольство Азербайджанской Республики в Дохе, и Катара — в Баку.
В 2016 году между Правительствами Азербайджанской Республики и Катара создана совместная экономическая, торговая и техническая комиссия. Первое заседание комиссии состоялось 31 января 2017 года.
20 февраля 2019 года состоялось второе заседание Совместной экономической, торговой и технической комиссии между Правительствами Азербайджанской Республики и Катара. В тот же день в рамках заседания между Азербайджанской Республикой и Катаром создана рабочая группа по инвестициям. 16 октября 2019 года в Баку состоялось первое заседание Совместной рабочей группы по инвестициям.
18 октября 2021 года Азербайджан и Катар с целью развития сотрудничества в сфере туризма подписали соглашение о взаимной отмене визовых требований на основе общегражданских паспортов.

## В области экономики
За 2017—2019 годы товарооборот между Азербайджаном и Катаром составил 8 млн долларов США. Азербайджан экспортирует в Катар продовольствие и сельскохозяйственную продукцию. В 2019 году товарооборот составил 5 млн риалов (2,3 млн манатов).
По итогам 2020 года товарооборот между Катаром и Азербайджаном вырос почти в десять раз, составив 47 млн катарских риалов (21,9 миллиона манатов).

### Товарооборот (тыс. долл)
| Год  | Экспорт Азербайджана | Импорт Азербайджана | Сумма товарооборота |
| ---- | -------------------- | ------------------- | ------------------- |
| 2020 | 1 290,66             | 1 176,78            | 2 467,44            |
| 2021 | 1 490,43             | 147,48              | 1 637,91            |
| 2022 | 3 575,62             | 1 938,28            | 5 513,9             |